# Isneauville
 Isneauville  es una población y comuna francesa, en la región de Alta Normandía, departamento de Sena Marítimo, en el distrito de Ruan y cantón de Bois-Guillaume.

## Demografía
| 759 | 843 | 1214 | 1403 | 2210 | 2324 |
| Para los censos de 1962 a 1999 la población legal corresponde a la población sin duplicidades (Fuente: INSEE [Consultar]) |     |      |      |      |      |